# ロシアのウクライナ侵攻における性暴力
ロシア連邦軍は、ロシアのウクライナ侵攻で戦争の武器としての集団強姦の利用を含む性暴力を行ってきた。ウクライナ独立国際調査委員会によると、ロシア兵による性的暴行の被害者は4歳から80歳までと幅広いという。
国際連合人権高等弁務官事務所（OHCHR）は、2022年10月に人権侵害と戦争犯罪に関する報告書を出し、冒頭の概要セクションにおいて「さらに、委員会は、焦点を当てた4つの州にわたるロシア軍占領地域で行われた略式処刑、不法監禁、拷問、虐待、強姦およびその他の性暴力のパターンを文書化した」とし、 「人々は拘束され、一部はロシア連邦に不法に強制送還され、多くは今も行方不明と報告されている。性暴力はあらゆる年齢層の被害者に影響を与えている。子供を含む被害者は、時には犯罪の目撃を強制されることもあった。子供達は、無差別攻撃、拷問、強姦を含む、委員会によって調査されたあらゆる範囲の侵害の被害者となり、予測可能な精神的影響に苦しんでいる」と指摘した。

## 性暴力の規模と性質
2022年2月24日から3月26日までのロシアのウクライナ侵攻初期を対象とした報告書の中で、国連人権高等弁務官事務所（OHCHR）は性暴力の4種類のリスクを挙げている：民間地域での軍事的プレゼンス及び活動、住宅やインフラの破壊、国内避難民、多数の女性や少女のウクライナ国外への避難（性的搾取と人身売買の高いリスクに晒される）。OHCHRは、全国電話ホットラインサービスへの通報は性暴力の高いリスクを示しており、いくつかの要因により過小通報の可能性を高めていると述べた。
3月下旬にキーウ地方が解放され、集団強姦、銃を突きつけた性的暴行、子供の前での強姦などが報道されたことを受けて、ガーディアン紙は、ウクライナの女性が戦争の武器としての強姦の脅威にさらされていると報じた。2022年5月時点で、国連が報告した紛争関連の性暴力事件の約82.4％がロシアまたはロシアと同盟関係にある戦闘員によるものとされ、約9.25％がウクライナ軍または法執行機関によるものと報告されている。2022年6月29日、OHCHRは紛争に関連した性暴力の申し立てを108件受け取り、23件を検証したと報告した。2022年12月2日、OHCHRは、レイプ、集団強姦、強制ヌード、公衆の面前での全裸の強制など、紛争関連の性暴力事件86件を文書化したと報告したが、そのほとんどはロシア軍または警察当局によるものであった。OHCHRはまた、ウクライナの法執行当局が43件の性暴力事件を捜査していると報告した。

### 戦争の武器としての性暴力
欧州安全保障協力機構（OSCE）は2022年6月19日、戦争の武器としての性暴力の使用を非難する声明を発表した。ヘルガ・マリア・シュミット事務総長は「ウクライナにおける戦争戦術としてのレイプやその他の性犯罪の使用を緊急に停止するよう呼びかけた」。 彼らは、戦争中の性暴力に対する継続的な調査と訴追の必要性を強調し、被害者への支援を提供するよう国際社会に求めた。2022年11月、OSCEは「ジェンダーに基づく暴力に反対する16日間のアクティビズム」に参加し、「ウクライナにおける戦争戦術としてのレイプ、性暴力、その他の性犯罪の使用の停止」を求めた
国連の紛争下の性暴力担当国連事務総長特別代表のプラミラ・パッテンは、ロシア軍がウクライナでレイプや性的暴行を「軍事戦略の一環」として実行しているとの見方を示した。パッテンはAFPとの会見で「複数の女性が性機能改善薬を持っているロシア兵について証言しており、明らかに軍事戦略である」と断じた。また、報告されるケースは「氷山の一角」であり、戦時下で信頼性のある統計的な数値を得るのは難しいと説明した。 ウクライナのイリーナ・ベネディクトワ検事総長は、ロシア占領地域で捜査員が直面する困難と被害者が経験した恐怖と恥辱のため、性暴力行為は大幅に過小報告されているとコメントし、「軍事紛争が続いている間に占領地での性犯罪を捜査することは非常に難しい」「被害者は実際に怖がっているので、それは非常に難しいことだ」と述べた。

### 性暴力の規模
ロシアの占領から解放された地域で女性、男性、子供に対する性暴力の報告が多数上がっている。大規模な性暴力行為の証拠は紛争初期に明らかになり始め、占領地域のロシア兵による性暴力に関する情報は着実に蓄積されており、検察が刑事手続きを開始し、捜査のための追加情報を提供できるようになっている。ウクライナ検事総長室は、ロシア兵が占領した全ての地域において民間人への性暴力行為を記録していると述べた。性暴力行為が女性だけでなく男性や子供に対しても行われたことが証拠が示している。
国際連合、欧州安全保障協力機構、人道団体はいずれも、ウクライナでのロシア兵による性暴力が広範に行われていることを認めた。2023年1月、国際連合は、国連人権高等弁務官事務所がロシア占領地域での90件以上の性暴力事件を文書化したと報告した。
ニューヨーク・タイムズは、「ウクライナおよび国際捜査官によって文書化された、ロシア軍による性暴力の広範な証拠」を報じた。 ウクライナ検事総長室の捜査官アンナ・ソソンスカは、「ロシアが占領したあらゆる場所で、この性暴力の問題が見つかっている。……あらゆる場所とはキーウ地方、チェルニーヒウ地方、ハルキウ地方、ドネツク地方、そしてここヘルソン地方でもだ」と述べた。BBCはキーウ地域での広範な性暴力のさらなる証拠について報じた。

### 通信傍受
侵攻が始まって以降、ウクライナ保安庁はロシア兵や当局者による主に電話による通信を監視し、公開してきた。公開された通信の多くには性暴力に関するコメントが含まれている。
ウクラインスカ・プラウダはロシア軍兵士がウクライナでの性暴力の経験とその広範な性質について語った傍受された電話について報じた：
「我々がリマンを明け渡したときに、そこにいる全員を虐殺した、クソったれのホホール人（ロシアでのウクライナ人の蔑称）...我々はやつらを強姦し、虐殺し、撃った。リマンとトルスケでは、我々はただ歩き回って全員を撃った。若い男は全員我々のところに連れて行かれ、若い女は全員、犯され、虐殺され、撃たれた」
ウクライナ保安庁はロシア兵が「地元民はここにいる我々全員を憎んでいる。我々（ロシア兵）は地元民の女をレイプしている」と話している電話を傍受し、公開した。ラジオ・フリー・ヨーロッパおよびラジオ・リバティーによると、4月に入ってウクライナ保安庁が傍受したロシア兵とその妻の電話でのやり取りの中で、女性は夫にウクライナ人女性をレイプする許可を与えていたという。女性は「現地へ行ってウクライナ人女性をレイプしても、私には何も言わないで、わかった？」と夫に伝え、ウクライナ人女性をレイプするさらに明示的な許可を求める夫に、笑いながら「ええ、許すわ。避妊具だけは使って！」と応じたという。

### 難民危機における性暴力
ウクライナから避難している女性と子どもが付け込まれた事件が少なくとも2件起きている。ポーランドでは3月中旬、男に保護と援助を求めていたと伝えられている19歳の避難民に対する強姦容疑で男が逮捕され、ドイツの難民用宿泊施設に滞在していたウクライナ人の10代の難民を男2人が暴行したと伝えられている。イギリス政府の難民向け住宅計画の開始前に、ある女性は、性行為と引き換えに無料の宿泊施設、食事、費用、毎月の小遣いを約束して自分を家に泊めようとした男について報告した。伝えられるところでは女性は男を拒絶しようとしたが、母親と一緒に旅していると男に知らせたことでようやく諦めたという。

### 子供と老人
国連はウクライナでの性暴力の被害者には4歳の子供や80歳以上の老人が含まれていることを発見した。
2022年9月下旬、ウクライナに関する独立国際調査委員会の調査団は声明を発表し、同委員会が「子供達がレイプ、拷問、違法監禁された事件を文書化しており」、これらを戦争犯罪と認定したと表明した。同報告書ではまた、ロシアの無差別攻撃により死傷したり家族から強制的に引き離され拉致されたりした子供についても言及している。
キーウ地域では、ロシア兵2人が夫、妻、4歳の娘を含む家族全員をレイプした。キーウ地域外では、ロシア兵が83歳の女性をレイプしたが、その家には障害のある夫もいた。同じ地域の別の村では、ロシア兵が56歳の女性に強盗を働いた後、彼女を集団強姦した。その後、ロシア人は彼女の夫を拷問し、殺害した。

### 報告と声明
- 武力紛争における性暴力のデータセットによると、ウクライナ東部では2014年以降の7年間の紛争のうち3年でロシア軍による性暴力が報告されている[48]。
- 2022年4月、ウクライナ当局と人権団体は、ロシア軍がウクライナ人の士気をくじき、抵抗するのを妨げるために、民間人に対する戦争の手段として大規模な性暴力を行使していると報告した[49]。4月3日、人身売買、性的暴行、ドメスティックバイオレンスの被害者を支援するホットラインを運営する「ラ・ストラダ・ウクライナ」は、同団体が把握しているケースは「氷山の一角」の可能性があると述べた[6]。
- 2022年4月3日、メリンダ・シモンズ駐ウクライナ英国大使は、レイプを「ロシアのいわれなき戦争作戦の要素だ。…ウクライナでのレイプの全容はまだ分かっていないが、それがロシアの武器庫の一部であったことはすでに明らかだ。…意図的な征服行為として、子供たちの前で女性がレイプされ、家族の前で少女たちがレイプされた」と述べた[50]。
- 2022年4月21日、カナダのメラニー・ジョリー外相とイギリスのリズ・トラス外相はウクライナでロシア兵によってレイプが「戦争の武器として利用されている」と記した書簡に連名で署名した[51]。彼らは戦争兵器としてのレイプを「女性を支配し、権力を行使するための組織的な兵器だ。紛争においては国際条約で禁止されている化学兵器や地雷と同じくらい破壊的であるにもかかわらず、まだ真剣に扱われていない」と述べた[52][53]。
- 2022年5月、ウクライナ検事総長のイリーナ・ベネディクトワは、レイプがロシア軍によって意図的な戦争戦術として用いられたと確信していると述べた[54]。
- 2022年6月19日、欧州安全保障協力機構は、戦争での性暴力を非難し、ウクライナに対する戦争の武器としての性暴力の利用について言及した声明を発表した。声明では、「今日、紛争下の性暴力根絶の国際デーにあたり、OSCEのヘルガ・マリア・シュミッド事務局長は、ウクライナやOSCEの全地域、その他の地域での戦争戦術としてのレイプやその他の性的犯罪の利用を緊急に停止するよう呼びかけた」と述べた[55]
- 2022年9月27日、国際連合人権高等弁務官事務所 （OHCHR）の報告書では、ウクライナでの紛争関連の性暴力の規模についてまだいかなる結論も出すことはできないが、女性、少女、男性に対して犯された「多数の事例」を文書化しているとした[56]。OHCHRは、9件のレイプ事件、15件の拷問の手段として使用された性暴力事件、11件の「法律違反者」と見做された人々に対する公衆の面前で全裸の強制を記録していた[56]。
- 2022年10月18日、国際連合委員会はロシアが「ウクライナにおけるレイプとその他の虐待のパターン」に責任があるとする報告書を発表した。同委員会は、ロシアが人権侵害と戦争犯罪の大部分に責任があることを発見した[46]。この報告書はウクライナに関する独立調査委員会によって国連総会に提出された[57][2]。
- 2022年10月31日、外務・英連邦・開発大臣のジェームズ・クレバリーは、ウクライナにいるロシア兵に「集団レイプ」の責任があると述べた[58]。
- 2023年1月、ヒューマン・ライツ・ウォッチは、2022年の出来事を総括する人権報告書第33版『World Report 2023』を発行した。報告書では、ウクライナに関して「ロシアまたはロシア関係の軍隊が占領地域で拷問、略式処刑、性暴力、強制失踪などの明らかな戦争犯罪を犯した」と指摘した[59]。

## メディアで有名な事例
3月下旬、ベネディクトワ検事総長は、ロシア兵達が男性を射殺した後、彼の妻をレイプしたとの主張についての捜査を開始した。タイムズは、その女性とのインタビューを公開し、彼女はブロバルイ地区の小村出身だと語り、彼女の証言によると、ロシア兵達が夫婦の住宅に到着した際、まず夫婦の犬を射殺した後、夫を殺害し、彼女に対し「お前には夫はもういない。この銃で彼を撃った。彼はファシストだった」と伝えた。女性は兵士らが酒を飲んでる間銃を突きつけられて数時間にわたって複数回集団レイプされた。最終的に彼らは「酔っ払い、ほとんど立っていることもできなくなり」、女性はついに事件が起きている間家にいた息子と一緒に逃げた。この強姦容疑者達は後にソーシャルメディアのプロフィールから特定された。メデューザは、この事件及びボグダニフカ地域での同様の犯罪についての記事を公開した。ロシアのドミトリー・ペスコフ大統領報道官は、この主張は「嘘」だと述べた。この事件では、身元が特定されたロシア軍兵士に対し、「戦時国際法および戦争慣習違反の疑い」に基づいて逮捕状が出された。この事件はOHCHRによって検証されており、ロシア侵攻下のウクライナでの人権に関する2022年6月の報告書に記載されている。
3月13日、ヒューマン・ライツ・ウォッチ（HRW）は、当時ロシア軍の支配下にあったハルキウ地区マラ・ロハン村で31歳の女性に対する暴行とレイプ事件について報告した。報告書によると、1人のロシア兵が学校に侵入し、家族や他の村民と共に避難していた女性を銃を突き付けて殴打し、レイプしたという。
BBCニュースがキーウから70キロ西にある村に住む50歳の女性にインタビューし、彼女はロシア軍と同盟関係にあるチェチェン人に銃を突き付けられてレイプされたと語った。近所の住民によると、40歳の女性が同じ兵士にレイプされて殺害されたといい、BBCニュースが「悲惨な犯罪現場」と表現した場所が残された。キーウ州のアンドリー・ネブチョフ警察署長は3月9日にロシア兵が男性を射殺し、彼の妻を何度もレイプした事件について警察が捜査していると述べた。このロシア兵達は家を略奪して放火し、家族の犬を殺害した。
ニューヨーク・タイムズは、2022年3月下旬のキーウ地域解放後に発見された「性奴隷として拘束され、毛皮のコート以外は裸にされてジャガイモ貯蔵庫に閉じ込められ、その後処刑された」女性について報じた。ブチャ市長のアナトリー・フェドルクは、ブチャの虐殺中に少なくとも25件のレイプが報告されたと述べた。
2023年6月、サンデー・タイムズは、捕虜交換で解放される前の拘束中にロシア人に拷問され、ナイフで去勢された二人の元ウクライナ兵について報じた。この男性達を治療している心理学者は、彼女の同僚から同様の事例が他にも数多くあると聞いたと述べた。同記事では、ポルタヴァの産科クリニックの医師達は、ロシア兵達に強姦された後に子供を産めなくなるように性器に窓のシーラントを注入された女性達の事例を報告したことについても報じた。

## 反応

### 抗議活動
侵攻中のロシア兵によるレイプに対し、女性達がロシア大使館で抗議活動を行った。2022年4月16日にアイルランドのダブリンで4人の女性が頭から袋をかぶり、手を後ろ手に縛り、素足は血を象徴する赤い液体で覆った姿で抗議し、同日にリトアニアのヴィリニュスでも女性80人が抗議活動をおこなった。4月20日、ラトビアの首都リガのロシア大使館前で130人の女性による同様の抗議活動が行われ、ポーランドのグダニスクのロシア領事館前でも十数人の女性による抗議活動が行われた。

### 捜査
2022年8月、ウクライナ検事総長室は、ロシアの軍人が行った性暴力についての「数十件」の刑事手続きが進行中だと報告した。2022年10月31日時点で、ウクライナ当局は43件の性暴力事件を捜査していると伝えられている。
ウクライナのイリーナ・ディデンコ検察官は2023年1月、検察局がロシア兵による性暴力行為に関連した154件の事件の捜査を開始したと述べたが、実際の事件数はおそらくはるかに多いと警告した。 彼らは、キーウ州では女性の9人に1人がロシア占領下に性暴力を経験したと医師と精神保健福祉士が判断したと述べた。 ディデンコは、ロシアの侵略者には明確な行動パターンがあると付け加えた：「地上部隊が到着し、2日目か3日目に強姦が始まる」。

### 戦争または軍事戦略の武器としての集団強姦および強姦に関連する情報源
- “Russians killed and raped civilians as they fled from Lyman, admits soldier in intercepted call”. ウクラインスカ・プラウダ. (2023年1月9日) 2023年1月10日閲覧. "ウクライナ保安庁（SSU）は、ロシア人がドネツク州リマンからの撤退時に民間人を殺害し、女性を強姦したという事実を証言する占領者間での通話を傍受した... 「我々がリマンを明け渡したときに、そこにいる全員を虐殺した、クソったれのホホール人（ウクライナ人に対するロシアの蔑称）...我々はやつらを強姦し、虐殺し、撃った。リマンとトルスケでは、我々はただ歩き回って全員を撃った。若い男は全員我々のところに連れて行かれ、若い女は全員、犯され、虐殺され、撃たれた」"

- Gall, C.; Boushnak, L. (2023年1月5日). “'Fear Still Remains': Ukraine Finds Sexual Crimes Where Russian Troops Ruled”. ニューヨーク・タイムズ.  オリジナルの2023年1月5日時点におけるアーカイブ。 2023年1月10日閲覧. "「ロシアが占領したあらゆる場所で、この性暴力の問題が見つかっている」と33歳のミス・ソソンスカ（ウクライナ検事総長室の捜査官）は語った。 「あらゆる場所とはキーウ地方、チェルニーヒウ地方、ハルキウ地方、ドネツク地方、そしてここヘルソン地方もだ」"
- Ochab, D. E. U. (17 December 2022). "Mobile Justice Team In Ukraine To Assist With Cases Of Conflict Related Sexual Violence". Forbes. 2023年1月10日閲覧。ウクライナの検事総長は、100件以上の性暴力事件を文書化しており、最年少の被害者はわずか4歳、最高齢の被害者は80歳を超えている。しかし、オレナ・ゼレンスカが強調したように、「これらは被害者が証言する活力を得られた事例にすぎない」
- “Rape as a weapon of war will trigger UK sanctions”, テレグラフ, (28 November 2022) 2023年1月12日閲覧, "「つい最近、ロシアによるウクライナへの不法侵略を受けて、我々は残虐行為に責任のあるロシア軍のメンバーを含む1,200人以上の個人を制裁した」"

- Barber, H. (2022年11月28日). “Castration, gang-rape, forced nudity: How Russia's soldiers terrorise Ukraine with sexual violence”. デイリー・テレグラフ 2023年1月10日閲覧. "国連によると、ロシア軍が最初にウクライナを襲撃して以来、女性は集団レイプされ、男性は去勢され、子供たちは性的虐待を受け、民間人は裸での街頭行進を強要されているという"
- Chandra, T. (2022年11月27日). “Russia Is Using Rape as a Weapon in Ukraine. The West Must Hold Putin Accountable.”. デイリー・ビースト 2023年1月10日閲覧. "ウクライナでの戦争が10か月目に入り、ウクライナ軍が以前ロシア軍が占領していた土地を取り戻し始めている中、組織的な強姦と拷問活動の新たな証拠が明らかになった。 これまでにも、民間人に対する性的暴力の蔓延や、戦闘員に民間人の保護を義務付ける国際法への明らかな違反に関する憂慮すべき報告があった。"

- Macias, A. (2022年10月28日). “UN report details horrifying Ukrainian accounts of rape, torture and executions by Russian troops”. CNBC 2023年1月10日閲覧. "国連の報告書によると、ロシア軍はウクライナ民間人に対する略式処刑、拷問、強姦、その他の性暴力行為を含む一連の戦争犯罪を犯したという"
- Chen, P. W.; Tim Lister, Josh; Pennington, Heather (2022年10月15日). “Russia using rape as "military strategy" in Ukraine: UN envoy”. CNN 2023年1月10日閲覧. "今週、国連特使がロシアはウクライナにおける同軍の「軍事戦略」の一環として強姦と性暴力を利用していると述べた…紛争下の性暴力に関する国連特別代表のプラミラ・パッテンは木曜日のAFPとのインタビューで「バイアグラを持ったロシア兵達についての女性達の証言を聞くと、それは明らかに軍事戦略だ」と語った"
- Gans, J. (2022年10月15日). “UN official: Russia using rape as war strategy in Ukraine”. ザ・ヒル 2023年1月10日閲覧. "紛争下の性暴力に関する国連特別代表のプラミラ・パッテンはAFPのインタビューで、ロシア軍は同軍の軍事戦略の一環の「被害者の人間性を奪う意図的な戦術」として性的暴行を行っていると語った。パッテンは 「バイアグラを持ったロシア兵達についての女性たちの証言を聞くと、それは明らかに軍事戦略だ」と語り、2月に戦争が始まって以来、国連は100件以上の強姦または性的暴行事件を確認しており、最初の事件はロシアが本格的な侵攻を開始してからわずか3日後に報告されたと述べた"
- “Russia's 'most hidden crime' in Ukraine war: Rape of women, girls, men and boys”. ロサンゼルス・タイムズ. (2022年8月21日) 2023年1月10日閲覧. "検事総長室は先週、ロシア軍関係者による性暴力に関連した刑事手続きが「数十件」進行中であると発表した。しかし、警察、検察、カウンセラーらは、こうした攻撃の報告が躊躇われている事も一因として、実際の数ははるかに多い可能性が高いとしている"
- “"I wanted to take off my skin": Ukrainian women recount rape by Russian soldiers”. ABCニュース. (2022年8月12日) 2023年1月10日閲覧. "キーウの小さな町や郊外では、ロシア軍による強姦やその他の残虐行為の話は前代未聞ではない。 ブチャとボロジャンカの住民は、侵攻下のロシア軍による強姦、殺人、拷問などの人権侵害を報告している"
- OSCE Secretary General condemns use of sexual violence as weapon of war, urges for international support to survivors, (19 June 2022) 2023年1月12日閲覧, "本日、紛争下における性暴力根絶の国際デーにあたり、OSCE事務総長ヘルガ・マリア・シュミットは、ウクライナやOSCE域内、その他の地域における戦争戦術としてのレイプおよびその他の性犯罪の使用を緊急に停止するよう呼びかけた"

- Morris, L. (2022年6月8日). “She was raped in Ukraine. How many others have stories like hers?”. ワシントン・ポスト 2023年1月10日閲覧. "紛争下の性暴力に関する国連特別代表のプラミラ・パッテンは、これは「最も頻繁で大幅に過小報告されている疑惑」の「氷山の一角」に過ぎないと述べた"
- In the war on Ukraine, rape has been used as a weapon, NPR, (3 May 2022) 2023年1月12日閲覧, "NPRのレイラ・ファデルは、ロシアの対ウクライナ戦争でレイプと性暴力がどのように武器として使われているかについて英国議員アルミンカ・ヘリッチに語った"

- Wamsley, L. (2022年4月30日). “Rape has reportedly become a weapon in Ukraine. Finding justice may be difficult”. NPR 2023年1月10日閲覧. "2月下旬の戦争開始以来、ウクライナでロシア兵の手による強姦が蔓延している可能性を示唆する数多くの報告が上がっている。ウクライナの人権オンブズウーマン、リュドミラ・デニソワによると、こうした懸念は約20人の女性と少女がロシア軍によって「組織的に強姦」された首都キーウ郊外のブチャからロシア軍が撤退した後の今月初めにさらに具体化したという"

- Sidhu, T. J.; Oleksandra Ochman, Sandi (2022年4月22日). “Russian troops use rape as "an instrument of war" in Ukraine, rights groups allege”. CNN 2023年1月10日閲覧. "ウクライナ当局者は、侵攻が始まって以来、ロシア軍が女性、子供、男性を性的に虐待し続けており、レイプやその他の性犯罪を戦争の武器として利用していると述べた。CNNが取材した人権団体とウクライナの心理学者らは、ロシア兵が関与したとされる性的虐待事件数の増加に対処するために24時間体制で取り組んでいると述べた。欧州安全保障協力機構が4月13日に発表した報告書では、ウクライナでのロシア軍による国際人道法違反を認定し、「報告書はレイプや性的暴力、性的嫌がらせなどの紛争に関連したジェンダーに基づく暴力の事例を示している」と言及した"

- Domi, T. (2022年4月18日). “In Ukraine, Russia Is Using Rape as a Weapon of War”. Haaretz 2023年1月10日閲覧。
- “Russia's war on Ukraine: Sexual violence as a weapon of war”, France24, (4 April 2022) 2023年1月12日閲覧, "ロシアの対ウクライナ戦争：戦争の武器としての性的暴力"

### 引用
1. ↑  戦争の武器としての集団レイプ及び性暴力の使用に関する情報源については、戦争または軍事戦略の武器としての集団強姦および強姦に関連する情報源を参照
2. 1 2  “'Undeniable need for accountability' in Ukraine as violations mount”. UN News. (2022年10月18日) 2023年1月10日閲覧。
3. ↑  “Update on the human rights situation in Ukraine – Reporting period: 24 February – 26 March”. Office of the High Commission for Human Rights (2022年3月26日). 2022年4月1日時点のオリジナルよりアーカイブ。2023年1月10日閲覧。
4. ↑  “First free national anti-trafficking hotline in Ukraine to start today”. Organization for Security and Co-operation in Europe (2002年11月18日). 2020年2月19日時点のオリジナルよりアーカイブ。2023年1月10日閲覧。
5. ↑  “La Strada Ukraine”. La Strada International Association (2021年). 2022年4月11日時点のオリジナルよりアーカイブ。2023年1月10日閲覧。
6. 1 2  McKernan, Bethan (2022年4月4日). “Rape as a weapon: huge scale of sexual violence inflicted in Ukraine emerges”. The Guardian.  オリジナルの2022年4月14日時点におけるアーカイブ。 2023年1月10日閲覧。
7. 1 2  The situation of human rights in Ukraine in the context of the armed attack by the Russian Federation, 24 February to 15 May 2022 (Report). OHCHR. 29 June 2022. para. 96-102. 2022年7月2日時点のオリジナルよりアーカイブ。2022年8月4日閲覧。
8. 1 2  “Ukraine: Apparent War Crimes in Russia-Controlled Areas”. Human Rights Watch (2022年4月3日). 2022年4月3日時点のオリジナルよりアーカイブ。2022年4月18日閲覧。
9. 1 2 3  Update on the human rights situation in Ukraine 1 August - 31 October 2022 (PDF) (Report). OHCHR. 2 December 2022. 2022年12月26日閲覧。
10. ↑   OSCE Secretary General condemns use of sexual violence as weapon of war, urges for international support to survivors, Organization for Security and Co-operation in Europe (OSCE), (19 June 2022) 2023年1月14日閲覧。
11. ↑   OSCE joins the 16 Days of Activism campaign and urges States to step up efforts to end violence against women in conflict, Organization for Security and Co-operation in Europe (OSCE), (25 November 2022) 2023年1月14日閲覧, "All reaffirmed their call to put an end to the use of rape, sexual violence and other sexual crimes as a tactic of war in Ukraine and around the world. Such a heinous crime can have no place and must be stopped."
12. 1 2  “ロシア、レイプを「軍事戦略」として使用 国連性暴力担当代表”. www.afpbb.com (2022年10月14日). 2024年1月17日閲覧。
13. ↑  “UN envoy: Russia uses rape as part of 'military strategy' in Ukraine”, Times of Israel, (14 October 2022) 2023年1月14日閲覧。
14. ↑   Remarks of SRSG-SVC Pramila Patten at the Summit of First Ladies and Gentlemen Hosted by the First Lady of Ukraine, 23 July 2022 2023年1月14日閲覧。
15. ↑  Chen, P. W.; Tim Lister, Josh; Pennington, Heather (2022年10月15日). “Russia using rape as "military strategy" in Ukraine: UN envoy”. CNN 2023年1月10日閲覧。
16. ↑  “ロシア軍、ウクライナでレイプを「軍事戦略」手段に 国連特使”. CNN.co.jp. 2024年1月17日閲覧。
17. ↑  Morris, L. (2022年6月8日). “She was raped in Ukraine. How many others have stories like hers?”. The Washington Post 2023年1月10日閲覧。
18. ↑  Morris, L. (2022年6月8日). “She was raped in Ukraine. How many others have stories like hers?”. The Washington Post 2023年1月10日閲覧。
19. ↑  “Russia's 'most hidden crime' in Ukraine war: Rape of women, girls, men and boys”. The Los Angeles Times. (2022年8月21日) 2023年1月10日閲覧. "police, prosecutors and counselors say the true number is likely far larger, in part because of reluctance to report such attacks."
20. ↑  Domi, T. (2022年4月18日). “In Ukraine, Russia Is Using Rape as a Weapon of War”. Haaretz 2023年1月10日閲覧。
21. ↑  Wamsley, L. (2022年4月30日). “Rape has reportedly become a weapon in Ukraine. Finding justice may be difficult”. NPR 2023年1月10日閲覧. "The number of reports that have emerged since the start of the war in late February suggests that rape in Ukraine at the hands of Russian soldiers may be widespread. Those fears were further crystallized earlier this month following the Russian withdrawal from Bucha, a suburb of the capital Kyiv, where some two dozen women and girls were "systematically raped" by Russian forces, according to Ukraine's ombudswoman for human rights, Lyudmyla Denisova."
22. ↑  Chandra, T. (2022年11月27日). “Russia Is Using Rape as a Weapon in Ukraine. The West Must Hold Putin Accountable.”. The Daily Beast 2023年1月10日閲覧. "As the war in Ukraine enters its 10th month, and as the Ukrainian military has begun to recover ground previously occupied by the Russians, new evidence of systematic campaigns of rape and torture has come to light. There had previously been troubling reports of widespread use of sexual violence against civilians, along with other clear violations of international laws that compel combatants to protect civilians."
23. ↑  “Russia's 'most hidden crime' in Ukraine war: Rape of women, girls, men and boys”. The Los Angeles Times. (2022年8月21日) 2023年1月10日閲覧. "The prosecutor general's office said last week there are "several dozen" criminal proceedings underway involving sexual violence committed by Russian military personnel. But police, prosecutors and counselors say the true number is likely far larger, in part because of reluctance to report such attacks."
24. ↑  Gall, C.; Boushnak, L. (2023年1月5日). “'Fear Still Remains': Ukraine Finds Sexual Crimes Where Russian Troops Ruled”. The New York Times.  オリジナルの2023年1月5日時点におけるアーカイブ。 2023年1月10日閲覧. ""We are finding this problem of sexual violence in every place that Russia occupied," said Ms. Sosonska, 33 [an investigator with the Ukraine's prosecutor general's office]. "Every place: Kyiv region, Chernihiv region, Kharkiv region, Donetsk region and also here in Kherson region.""
25. ↑  Barber, H. (2022年11月28日). “Castration, gang-rape, forced nudity: How Russia's soldiers terrorise Ukraine with sexual violence”. The Daily Telegraph 2023年1月10日閲覧. "Since Russia's soldiers first stormed Ukraine, women have been gang-raped, men castrated, children sexually abused, and civilians forced to parade naked in the streets, according to the United Nations."
26. ↑  “Russia's 'most hidden crime' in Ukraine war: Rape of women, girls, men and boys”. The Los Angeles Times. (2022年8月21日) 2023年1月10日閲覧. "... people who had been raped or sexually abused in the course of this conflict — most are women and girls, but many are men and boys—are often reluctant to speak even in confidence with a therapist, let alone go to police or other investigators and provide a detailed account."
27. ↑  Gans, J. (2022年10月15日). “UN official: Russia using rape as war strategy in Ukraine”. The Hill 2023年1月10日閲覧. "Patten [United Nations special representative on sexual violence in conflict] said the U.N. has verified more than a hundred cases of rape or sexual assault since the war began in February, and the first cases were reported just three days after Russia launched its full-scale invasion."
28. ↑   OSCE Secretary General condemns use of sexual violence as weapon of war, urges for international support to survivors, Organization for Security and Co-operation in Europe (OSCE), (19 June 2022) 2023年1月12日閲覧, "I am shocked by continued reports of sexual violence against women and girls, including rape, torture, trafficking and sexual exploitation occurring in Ukraine and in other conflict areas. Men and boys are also the targets of such crimes. This violence is completely unacceptable and must stop"
29. ↑  “Ukraine: Russian Invasion Causing Widespread Suffering for Civilians”, Human Rights Watch, (2023) 2023年1月14日閲覧。
30. ↑  “World Report 2023: Conflict-Related Sexual Violence”, Human Rights Watch, (2023) 2023年1月14日閲覧, "In December, the HRMMU reported that between February 24 and October 21, it had documented 86 cases of sexual violence, most by Russian forces, including rape, gang rape, forced nudity and forced public stripping in various regions of Ukraine and in one penitentiary facility in Russia."
31. ↑   Ukraine: 'Humanitarian and human rights catastrophe' continues, Security Council hears, (13 January 2023) 2023年1月14日閲覧, "Turning to allegations of grave human rights violations, OHCHR has documented over 90 cases of conflict-related sexual violence since last February. Of those, men have been predominantly affected by torture and ill-treatment in detention, while women and girls in areas under Russian control have been sexually violated, including gang rape."
32. ↑  Gall, C.; Boushnak, L. (2023年1月5日). “'Fear Still Remains': Ukraine Finds Sexual Crimes Where Russian Troops Ruled”. The New York Times.  オリジナルの2023年1月5日時点におけるアーカイブ。 2023年1月10日閲覧。
33. ↑  “Ukraine conflict: "Russian soldiers raped me and killed my husband"”, BBC News, (11 April 2022) 2023年1月14日閲覧。
34. ↑  “After Rapes by Russian Soldiers, a Painful Quest for Justice”, The New York Times, (29 June 2022) 2023年1月14日閲覧。
35. ↑  “Russians killed and raped civilians as they fled from Lyman, admits soldier in intercepted call”. Ukrainska Pravda. (2023年1月9日) 2023年1月10日閲覧。
36. ↑  СБУ отримала чергове підтвердження воєнних злочинів рф: при відступі з Лиману рашисти вбивали цивільних і ґвалтували жінок (аудіо) (Ukrainian), Intercept by Security Service of Ukraine
37. ↑  "Когда Лиман сдавали, всех расстреливали, баб резали": СБУ выложило перехват разговора оккупантов" (Russian)
38. ↑  “"Locals hate us. Russian soldiers rape their women," Russian soldier says in intercepted call”], Euromaidan Press, (9 September 2022) 2023年1月14日閲覧。
39. ↑  “Zelenskiy lays out peace formula as arrests at Russia anti-war protests pass 1,000 – as it happened”, The Guardian, (21 September 2022) 2023年1月14日閲覧, "The security service of Ukraine has released a recording of an intercepted call by a Russian soldier in which he appears to complain about the setbacks faced by Russian troops in recent months. "Locals hate us here. Ours rape local women," the soldier appeared to say into the phone, adding that there was little to no chance of him returning home anytime soon."
40. ↑  Zitser, Joshua (2022年4月18日). “ロシア兵の妻、ウクライナ女性をレイプする許可を夫に与えたか… 被害の報告が相次ぐ中、当局が通話を傍受”. BUSINESS INSIDER JAPAN. 2024年1月12日閲覧。
41. ↑  Reis (2022年3月28日). “Ukrainian female refugees are fleeing a war, but in some cases more violence awaits them where they find shelter” (英語). The Conversation. 2022年4月17日時点のオリジナルよりアーカイブ。2022年4月18日閲覧。
42. ↑  Bradley, Jane (2022年4月1日). “Ukraine-Russia: Homes for Ukraine scheme exploited by men offering shelter in return for sex, Scots charity warns”. The Scotsman.  オリジナルの2022年4月8日時点におけるアーカイブ。 2022年4月19日閲覧。
43. ↑  “Russia 'used sexual violence as weapon'”, Telegraph India, (6 January 2023) 2023年1月14日閲覧, "After investigating some areas Russia retreated from, an independent international commission reported to the United Nations in October that “an array of war crimes committed in Ukraine” included cases of sexual violence against women and girls. Victims ranged from older than 80 to as young as a 4-year-old girl forced to perform oral sex on a soldier, which is rape, the report said. It detailed more than a dozen cases involving gang rapes, family members forced to watch a relative being sexually assaulted and sexual violence against detainees."
44. ↑  “OHCHR | Independent International Commission of Inquiry on Ukraine”. 2022年9月30日時点のオリジナルよりアーカイブ。2022年9月24日閲覧。
45. ↑  Cumming-Bruce, Nick (2022年9月23日). “U.N. Experts find that war crimes have been committed in Ukraine”. The New York Times.  オリジナルの2022年9月24日時点におけるアーカイブ。
46. 1 2 3  “UN finds Russian 'pattern of rape' and other abuses in Ukraine”. Al Jazeera. (2022年10月19日) 2023年1月10日閲覧. "Victims of sexual assault in Russia-occupied areas at the start of the war were aged between four and 80, commission says"
47. ↑  “UN report details horrifying Ukrainian accounts of rape, torture and executions by Russian troops”. CNBC (2022年10月28日). 2024年1月19日閲覧。
48. ↑  Hallsdóttir, Esther (2022年3月24日). “Are Russian troops using sexual violence as a weapon? Here's what we know”. The Washington Post.  オリジナルの2022年4月19日時点におけるアーカイブ。 2022年4月11日閲覧。
49. ↑  Sidhu (2022年4月22日). “Russian troops use rape as 'an instrument of war' in Ukraine, rights groups allege” (英語).   CNN. 2022年12月26日閲覧。
50. ↑   Russian Soldier And Wife Discussing Rape Of Ukrainian Women Identified By RFE/RL, Radio Free Europe / Radio Liberty, (15 April 2022) 2023年1月14日閲覧。
51. ↑  “Opinion | Sexual violence as a weapon of war in Ukraine — the world is watching” (英語). thestar.com (2022年4月21日). 2022年12月26日閲覧。
52. ↑  Paas-Lang, Christian (2022年4月24日). “Foreign minister decries sexual violence in Ukraine; top commander highlights information warfare”. CBC.  オリジナルの2022年4月24日時点におけるアーカイブ。 2022年4月24日閲覧。
53. ↑  Joly, Mélanie; Truss, Liz (2022年4月21日). “Sexual violence as a weapon of war in Ukraine – the world is watching”. Toronto Star.  オリジナルの2022年4月22日時点におけるアーカイブ。 2022年4月24日閲覧。
54. ↑  “Russia Accused of Weaponising Rape in Ukraine” (英語). iwpr.net. 2022年12月26日閲覧。
55. ↑   OSCE Secretary General condemns use of sexual violence as weapon of war, urges for international support to survivors, Organization for Security and Co-operation in Europe (OSCE), (19 June 2022) 2023年1月12日閲覧。
56. 1 2  Report on the human rights situation in Ukraine 1 February to 31 July 2022 (PDF) (Report). OHCHR. 29 June 2022. para. 54-60. 2022年12月26日閲覧。
57. ↑  The Independent Commission of Inquiry on Ukraine (18 October 2022). "Summary". OHCHR A/77/533: Independent International Commission of Inquiry on Ukraine (Report). Office of the High Commissioner for Human Rights. p. 2. 2023年1月10日閲覧。Furthermore, the Commission documented patterns of summary executions, unlawful confinement, torture, ill-treatment, and rape and other sexual violence committed in areas occupied by Russian armed forces across the four provinces on which it focused. People have been detained, some have been unlawfully deported to the Russian Federation, and many are still reported missing. Sexual violence has affected victims of all ages. Victims, including children, were sometimes forced to witness the crimes. Children have become the victims of the full spectrum of violations investigated by the Commission, including indiscriminate attacks, torture and rape, suffering the predictable psychological consequences.
58. ↑  “Situation in Ukraine 31 October 2022: Foreign Secretary's statement” (英語). GOV.UK (2022年10月31日). 2022年12月26日閲覧。
59. ↑  “World Report 2023: Ukraine”, Human Rights Watch, (2023) 2023年1月12日閲覧。
60. ↑  Philp, Catherine (2022年3月28日). “'One soldier raped me, then the other, as my son cried'”. The Times.  オリジナルの2022年3月28日時点におけるアーカイブ。 2022年4月17日閲覧。
61. 1 2  The situation of human rights in Ukraine in the context of the armed attack by the Russian Federation, 24 February to 15 May 2022 (Report). OHCHR. 29 June 2022. para. 101. 2022年7月2日時点のオリジナルよりアーカイブ。2022年7月11日閲覧。
62. ↑  “'I can do whatever I want to you' Russian soldiers raped and murdered Ukrainian civilians in the village of Bogdanivka”. Meduza.  オリジナルの2022年4月19日時点におけるアーカイブ。 2022年4月19日閲覧。
63. 1 2  Engelbrecht, Cora (2022年3月29日). “Reports of sexual violence involving Russian soldiers are multiplying, Ukrainian officials say”. The New York Times.  オリジナルの2022年3月29日時点におけるアーカイブ。 2022年4月17日閲覧。
64. ↑  “Ukraine charges Russian soldier with raping a woman and murdering her husband, the first rape trial from the invasion”. Business Insider. 2022年5月31日時点のオリジナルよりアーカイブ。2022年5月31日閲覧。
65. ↑  Limaye, Yogita (2022年4月12日). “Ukraine conflict: 'Russian soldiers raped me and killed my husband'”. BBC News.  オリジナルの2022年4月16日時点におけるアーカイブ。 2022年4月16日閲覧。
66. ↑  Gall, Carlotta; Berehulak, Daniel (2022年4月11日). “'They shot my son. I was next to him. It would be better if it had been me.' – Bucha's Month of Terror”. The New York Times.  オリジナルの2022年4月14日時点におけるアーカイブ。 2022年4月18日閲覧。
67. ↑  Peuchot, Emmanuel (2022年4月13日). “Biden Accuses Putin of Ukraine Genocide as Humanitarian Corridors Paused”. The Moscow Times.  オリジナルの2022年4月17日時点におけるアーカイブ。 2022年4月18日閲覧。
68. ↑  Christina Lamb (2023年6月17日), “She thought she was unshockable, then two castrated Ukrainian soldiers arrived” (英語), サンデー・タイムズ, ISSN 0956-1382, Wikidata Q119707348
69. ↑  Griffin, Niamg (2022年4月17日). “'Rape is a weapon of war': Women protest outside Russian embassy in Dublin”. Irish Examiner.  オリジナルの2022年4月18日時点におけるアーカイブ。 2022年4月20日閲覧。
70. ↑  Balčiūnaitė, Sniegė (2022年4月19日). “Protest outside Russian embassy in Vilnius draws attention to Ukrainian rape victims”. LRT.  オリジナルの2022年4月20日時点におけるアーカイブ。 2022年4月20日閲覧。
71. ↑  “Protest against the rape of Ukrainian women by russian army took place near russian embassy in Riga”. Rubryka. (2022年4月20日).  オリジナルの2022年4月20日時点におけるアーカイブ。 2022年4月20日閲覧。
72. ↑  “Worki na głowach, związane ręce i poplamione majtki. Protest przeciw gwałtom pod konsulatem Rosji [Bags on their heads, tied hands and stained underwear. Protest against rape in front of the Russian consulate]” (ポーランド語). Gazeta Wyborcza. (2022年4月20日).  オリジナルの2022年4月20日時点におけるアーカイブ。 2022年4月20日閲覧。
73. ↑  “Russia's 'most hidden crime' in Ukraine war: Rape of women, girls, men and boys” (英語). Los Angeles Times (2022年8月21日). 2023年1月11日閲覧。
74. ↑  “Russian commanders in occupied Ukrainian territories encouraged sexual violence”, Yahoo News, (January 5, 2023) 2023年1月14日閲覧。